# La casa de muñecas de Gabby
La Casa de Muñecas de Gabby (conocida como Gabby's Dollhouse en inglés) es una serie de televisión infantil estadounidense de acción en vivo y animación por ordenador creada por las veteranas Las pistas de Blue Traci Paige Johnson y Jennifer Twomey para Netflix que se estrenó por primera vez el 5 de enero de 2021. En la serie, Gabby (con la voz y el papel de Lalia Lockhart Kraner) y sus amigos gatos llamados GabbyGatos viven aventuras dentro de la casa de muñecas.

## Premisa
La Casa de Muñecas de Gabby tiene silencios en momentos puntuales para fomentar la participación de los espectadores
Cada episodio comienza con la versión en imagen real de Gabby jugando en su habitación. Luego, recibe y abre un paquete en miniatura recibido en el reparto de la casa de muñecas y lo lleva a su buzón Meow-Meow, el contenido del paquete es el catalizador de una aventura dentro del mundo animado de su casa de muñecas. Gabby se pone su diadema con orejas de gato y se encoge con su peluche Pandy, que cobra vida para sorprender a Gabby con un "abrazo ataque". Los rituales comunes pueden implicar un encuentro con CatRat, que a menudo aparece al azar en una de las habitaciones de la casa de muñecas.
La casa de muñecas tiene siete habitaciones con temática felina donde tienen lugar las aventuras de Gabby con los distintos GabbyGatos:
- El baño donde MerCat realiza experimentos científicos con temática de "spa".
- El dormitorio donde Pillow Cat cuenta historias y fomenta la fantasía .
- La sala de manualidades donde BabyBox y su familia enseñan cómo hacer proyectos de bricolaje.
- El Jardín es un área adyacente donde Kitty Fairy cuida las plantas mágicas.
- La Cocina donde Cakey Cat elabora snacks y postres decorados con gatos.
- La Sala de Música donde DJ Catnip enseña a tocar instrumentos musicales .
- La Ludoteca donde Carlita se suma a los juegos de educación física .

Al final de cada episodio hay un segmento de "GabbyGato del día" donde se selecciona uno de los GabbyGatos para guiar al espectador individualmente en manualidades, cocina, canto u otras actividades con algunos episodios con Gabby en la selección. Luego vuelve a Gabby en acción real, quien cierra el episodio.

## Personajes

### Principal
- Gabby Girl (retratada en acción real y con la voz en la versión original de Laila Lockhart Kraner) es la presentadora del programa. Es una entusiasta de los gatos y tiene una diadema mágica con orejas de gato que puede reducirla al tamaño de un juguete animado (haciendo el siguiente encantamiento: "Pellizca aquí / Pellizca allá / Agárrate Pandi y vamos ya"). La diadema de gato de Gabby también puede hacer otros trucos como cambiar el color de su pelo ondulado y activar el segmento "GabbyGato del día".
- Pandy Paws (Pandy Patitas en Latinoameica y Pandy Patas en España) (con la voz en la versión original de Tucker Chandler temporadas 1 a 8, Logan Bailey empezando en temporada 8 ep 7) es un GabbyGato gatito/oso panda que es el compañero y mejor amigo de Gabby. Comienza como un juguete de peluche al que Gabby le imita la voz durante las interacciones, pero cobra vida cuando él y Gabby se encogen en la casa de muñecas, como explica en el primer episodio. A Pandy le gusta tender una emboscada a Gabby con "abrazo ataques" cuando entran a la casa de muñecas y lleva un Pandy Bolso de color magenta que usa para guardar diferentes artículos.

### GabbyGatos
- Carlita (con la voz de Carla Tassara en la versión original) es una gatita/ coche de color morado y verde azulado. Conduce por la casa de muñecas y le gusta jugar en la sala de juegos mientras sirve como medio de transporte para los otros personajes. En los episodios en los que la Casa de Muñecas está en su forma Hotel, Carlita opera como botones.
- Cakey Cat (Pastelillo en Latinoamérica y Muffin en España) (con la voz de Juliet Donenfeld en la versión original) es un pequeño gatito/ magdaleno blanco y prepara dulces y bocadillos en la cocina. Es capaz de llorar chispas de caramelo (haciendo cualquiera de las siguientes cosas: cuando está triste, finge llorar; cuando está emocionado, se da vuelta y grita "¡Fiesta de chispas!"). Muffin tiene cuatro primos menores llamados Bollito, Bizcochito, Mazapán y Tartita.
- "DJ" Catnip ("DJ" Musicat en Latinoamérica y "DJ" Capucha en España) (con la voz de Eduardo Franco en la versión original) es un gatito lavanda/ disc jockey que viste una sudadera con capucha brillante de color rosa rojizo que es capaz de estirar la cola y las piernas, además de usarlas principalmente para tocar instrumentos. Está en la sala de música y, a veces, lleva una visera sobre los ojos. En los episodios en los que la Casa de Muñecas está en su forma Hotel, DJ Capucha opera como gerente del hotel .
- CatRat (Escurrigato en Latinoamérica y YoGato en España) (con la voz de Donovan Patton en la versión original) es un gatit/rata  azul astuto con marcas azul oscuro y azul claro que aparece en todas las habitaciones. Le gusta todo lo brillante y a veces hace el papel de villano en ciertos episodios.
- Pillow Cat (Gato Almohada en Latinoamérica y Sueñigata en España)(con la voz de Sainty Nelsen en la versión original) es una gatita/almohada  multicolor. Le gusta contar historias y normalmente se la ve durmiendo en el dormitorio.
- Kitty Fairy (Hada Gatina en Latinoamérica y Hadygata en España) (con la voz de Tara Strong en la versión original) es una gatita/hada rosa con alas transparentes, rosadas y verdes, un par de antenas con forma de diente de león, un vestido verde con forma de flor y una corona de flores. Hace magia en el jardín con su cola o su regadera mientras administra el Jardín.
- MerCat (Gatirena en Latinoamérica y Siregata en España) (con la voz de Secunda Wood en la versión original) es una gatita/sirena turquesa. Ella hace ciencia "con tematica spa" en el baño y también puede nadar en el aire para moverse. En los episodios en los que la Casa de Muñecas tiene su forma Hotel, Siregata gestiona el baño como un spa de hotel.
- BabyBox (BebeCaja en Latinoamérica y BebeBox en España) (con la voz de Maggie Lowe en la versión original) es una joven rosa/melocotón que está hecha de cartón con una caja de leche como cabeza y un vaso como cuerpo. Le gusta hacer manualidades en la sala de manualidades y es hija de Mama Box. A veces dice su eslogan "¡Whoopsies!" (que luego se convertiría en una canción que aparece en la banda sonora de la serie).
- Mama Box (Mamá Caja en Latinoamérica) (con la voz de Tara Strong en la versión original) es una GabbyGato fucsia/melocotón que es la madre de Babybox.

### Secundarios
- Floyd (interpretado por una gata llamada Amelia) es el gato de acción real de Gabby quién hace su única aparición en las secuencias iniciales y rara vez interactúa con los GabbyGatos si terminan pasando por la casa de muñecas (como se ve en el primer episodio) y siendo el "Felis Catus" que Gabby, Pandy y Carlita tuvieron que encontrar en "Safari en la casa de muñecas"). En el programa, siempre se hace referencia a Floyd como un macho por alguna extraña razón.
- El GatoAscensor es un ascensor sensible y silencioso con temática de gatos en la casa de muñecas que lleva a Gabby y losGabbyGatos a cualquiera de los pisos de la casa de muñecas.
- Los Hermanos Box son los hermanos de Baby Box y los hijos de Mama Box.
  - Benny Box es el hermano pequeño de Baby Box que apareció por primera vez en la Temporada 8, regresó en la Temporada 9.
- Primos Muffin son los cuatro primos menores de Muffin. Sus nombres son Bollito, Bizcochito, Mazapán y Tartita. Como tal, los colores son, en el siguiente orden: Bollito es rosa, Bizcochito es azul, Mazapán es verde y Tartita es amarillo.
- Pete es un oso polar quien aparece en el episodio del mismo nombre donde se acercó a Gabby en la Entrega de la Casa de Muñecas envuelta en hielo hasta que Siregata usó sales de spa para liberarlo. Es amigo de Gabby y los GabbyGatos, conquienes fue a la playa por primera vez. En el episodio "Crucero por la nieve", Gabby y Pandy lo visitan en el Ártico. Regresa ocasionalmente.

## Episodios
El primer episodio se lanzó como un adelanto en YouTube el 22 de agosto de 2020, mientras que la serie en sí se lanzó el 5 de enero de 2021.   La segunda temporada se estrenó el 10 de agosto de 2021, mientras que la tercera temporada se estrenó el 19 de octubre de 2021. La cuarta temporada se estrenó el 1 de febrero de 2022, la quinta temporada se estrenó el 25 de julio de 2022, la sexta temporada se estrenó el 1 de noviembre de 2022, la séptima temporada se estrenó el 20 de marzo de 2023, y la octava temporada se estrenó el 7 de agosto de 2023. "The Mermaid Christmas Cruise" se emitió el 6 de noviembre de 2023 como parte de la temporada 8.  La novena temporada se estrenó el 25 de marzo de 2024.

## Producción y desarrollo
El programa se creó a finales de 2014. Fue la primera producción de DreamWorks en la que los creadores residían en la ciudad de Nueva York en lugar de Los Ángeles, y todo el equipo de producción, incluidos los creadores, estaban conectados mediante videoconferencia, también una novedad en una producción de DreamWorks.
Los temas básicos del programa (casas de muñecas, miniaturas y gatos) fueron los favoritos de las creadoras Traci Page Johnson y Jennifer Twomey, mientras que el concepto de "entregas de la casas de muñecas" se inspiró en videos de unboxing, aunque modificado para que en lugar de "unboxing de un producto" fuesen "unboxing de una historia". Inicialmente, los gatos no eran el tema principal del programa; por ejemplo, originalmente se suponía que el personaje de DJ Capucha era un reloj, pero esto cambió según la tendencia de los videos de gatos en internet.
Al principio de la producción del programa, los creadores se toparon con el libro de Carol Dweck The Growth Mindset, lo que llevó al equipo de producción a adoptar la idea de celebrar los errores y "fallar fantásticamente", que se promueve en el programa.
La banda sonora del programa incluye géneros que no se encuentran a menudo en programas infantiles, como disco/pop (el género utilizado para el tema principal de DJ Capucha "The Music In You"), lo que se debe a que a los creadores no les gusta la "música dulce y empalagosa".

## Transmisión
El programa hizo su debut lineal en Cartoonito en América Latina el 18 de abril de 2022, en Treehouse TV en Canadá el 15 de octubre de 2022 y en Tiny Pop en el Reino Unido el 17 de octubre de 2022. El programa hizo su estreno lineal estadounidense en Nick Jr. Channel el 1 de mayo de 2023, Nickelodeon el 5 de junio de 2023 y Mick Kids Latinoamérica, donde está doblado al español. Gabby's Dollhouse fue eliminada de Nickelodeon el 8 de junio de 2023. El programa se transmite en Filipinas por TV5, donde está doblado al tagalo.En España, doblada al castellano puede verse en Netflix y en Clan.

## Recepción
El programa fue nominado a un premio Kidscreen en 2017 y lanzó una serie de juguetes con temas de programas para la temporada navideña de 2017. Por el episodio "Cakey's Cupcake Cousins", fue nominado a Mejor Producción de Televisión/Transmisión Animada para Niños Preescolares en la 50.ª edición de los Premios Annie.

## Película
El 27 de abril de 2017 20th Century Fox y DreamWorks Animation anunciaron un largometraje basado en La casa de muñecas de Gabby, titulado como [[Gabby's Dollhouse: The Movie]], que se estrenó el 23 de noviembre de 2018, con Ryan Crego como director y Steven Schweickart como productor, mientras que Traci Paige Johnson y Jennifer Twomey serían las productoras ejecutivas. La película gira en torno a Gabby que se va de viaje con su abuela GiGi y tiene que emprender una aventura en el mundo real para salvar su casa de muñecas y a sus amigos de una dama gato llamada Vera (Con la voz de Kristen Wiig) cuando la casa de muñecas termina en posesión de Vera. Es la primera película animada-live action de DreamWorks Animation y la última película en ser distribuida por 20th Century Fox.